# 浜村美智子
浜村 美智子（はまむら みちこ、1937年10月3日 -　）は日本の歌手。鹿児島市出身。

## 来歴・人物
大阪市玉造育ち。実家は町工場を経営していた。中学校卒業後、上京。高校生モデルとして活動していた時、ビクターエンタテインメントがハリー・ベラフォンテの楽曲『バナナ・ボート』をカバーさせるタレント「カリプソの娘」として抜擢される。浜村は歌手経験はなかったが「雰囲気が楽曲にあう」という理由で選ばれ、いわゆるキャンペーンガールのはしりであった。
1957年、同曲でレコードデビュー。黄色に脱色したロングヘアーに濃いアイシャドー、マユズミで輪郭を書いた唇という姿は「カリプソ・スタイル」と呼ばれた。
同曲は江利チエミらも競作として発売していたが、浜村盤は大きくリードする形で発売1ヶ月余りで18万枚を売り上げ、最終的に30万枚、現在までのトータルセールスではミリオンセラーを記録したとされる。
ヒットに伴い浜村はメディアに引っ張りだこになるが、インタビューで「カリプソはあまり好きでなく、自分はジャズが好みだ」などと放言を連発、浜村の傍若無人、逸脱的なキャラクターがさらけ出される。しかし、カリプソはカリブ諸国の民謡であったことから、浜村の「いいかげんさ」が逆にマッチしていると解釈され、結果的に江利らを抑えてヒットしたと思われる。同年の第8回NHK紅白歌合戦にも出場している。
その後も『バナナ・ボート』に続き『カリプソ娘』などを発表した。また、当時の日本の歌手としては異例だったアメリカでの録音も行っていた。1960年7月10日に、ハリー・ベラフォンテがアジアツアーの一環で初来日した際、空港には多くのメディアと共に浜村も駆けつけた。
デビュー直後はあまりの人気ぶりに、美空ひばり、江利チエミ、雪村いづみの三人娘の後継と評されていたが、あまりにもキャラクターと楽曲の印象が強すぎたため、カリプソブームが去ると浜村の人気も途絶えてしまった。
1963年、プロボクシング東洋ライト級チャンピオンだった小坂照男との結婚をきっかけに引退したが、1965年にTVドラマ『忍者部隊月光』(フジテレビ系)に悪の組織の女幹部役で出演し、女優活動を再開する。1972年にNHKの『思い出のメロディー』で歌手として復帰。それがきっかけで出した『黄色いシャツ』が久しぶりに注目を集め、オリコンシングルチャートにも登場し、同年だけで30万枚を売り上げるヒットとなった。この歌は韓国人歌手の孫夕友の歌『黄色いシャツの男』（노란 샤쓰의 사나이）のカヴァー（1961年に韓明淑が歌いヒットした）だったことから、韓国の大韓放送協会に招かれ、同国で初めて生放送番組に出演した外国人となった。
現在もラテン・シャンソンを中心にダンスパーティー、ディナーショー等のステージに出演している。

## 音楽

### 自己名義

#### シングル (SP)
- バナナ・ボート／恋のヴェネズエラ（1957年3月。日本ビクター A-5219。コーラスはブライト・リズム・ボーイズ）
- ダーク・ムーン／カリプソ娘（1957年7月。日本ビクター A-5221。コーラスはブライト・リズム・ボーイズ）
- 島の女／ママはブーブー（1957年7月。日本ビクター A-5222。B面のコーラスはブライト・リズム・ボーイズ）
- パラダイス／これが恋かしら（1957年10月。日本ビクター S-320。アメリカ録音）
- ジングル・ベル（1957年11月。日本ビクター A-5225）（B面は雪村いづみ「ブルー・クリスマス」）
- 監獄ロック／悲しみよこんにちは（1958年2月。日本ビクター A-5226。バックはグラマシィ・ファイブ）
- 素肌の女／明日は女の風が吹く（1958年5月。日本ビクター V-41805）
- 東京の隅っこ／アリゾナ色の靴下（1958年8月。日本ビクター V-41826）
- トンテンカン・ロック／駐車場の女（1958年11月。日本ビクター V-41875）
- 三人吉三（1959年1月。日本ビクター V-41898。三浦洸一・フランク永井との共演。B面は野村雪子・神楽坂浮子「お若けえのお待ちなせえ」）

#### シングル (7インチ)
- バナナ・ボート（作詞：L.Burgess・W,Attaway・井田誠一、作曲：L.Burgess・W,Attaway）／恋のヴェネズエラ（1957年3月。日本ビクター AS-6007。コーラスはブライト・リズム・ボーイズ）
- ダーク・ムーン／カリプソ娘（1957年7月。日本ビクター AS-6008。コーラスはブライト・リズム・ボーイズ）
- 島の女／ママはブーブー（1957年7月。日本ビクター AS-6009。コーラスはブライト・リズム・ボーイズ）
- ジングル・ベル（1957年11月。日本ビクター AS-6010。コーラスはブライト・リズム・ボーイズ。B面は雪村いづみの「ブルー・クリスマス」）
- 監獄ロック／悲しみよこんにちは（1958年2月。日本ビクター AS-6011。バックはグラマシィ・ファイブ）
- パラダイス／これが恋かしら（1958年。日本ビクター SS-1044。アメリカ録音）
- 東京の隅っこ／アリゾナ色の靴下（1958年8月。日本ビクター VS-120）
- トンテンカン・ロック／駐車場の女（1958年11月。日本ビクター VS-154）
- 三人吉三（1959年1月。日本ビクター VS-164。三浦洸一・フランク永井との共演。B面は野村雪子・神楽坂浮子「お若けえのお待ちなせえ」）
- 恋しいスーちゃん／一、三リッター、四リッター（1959年10月。日本ビクター VS-257）
- 恋の鳥（1959年11月。日本ビクター VS-265。B面は朝倉ユリ「恋の終り」）
- 死ぬほど愛して（1960年10月。日本ビクター VS-404。B面は藤田功「テキサス平原児」）
- アフリカの星のボレロ（1961年1月。日本ビクター VS-434。A面は朝比奈愛子「君へのブルース」）
- 黄色いシャツ／スキャンダル（1972年3月。日本ビクター E-1048）
- 男のためなら／たいくつなのさ～トランペットの子守唄（1972年10月。日本ビクター GAM-4）
- バナナ・ボート／酒（1973年6月。日本ビクター SV-2342）*「バナナ・ボート」の再録

#### EP
- ジャパンズ・ティーン・クイン（1957年10月。日本ビクター EP-1262。アメリカ録音。バックはデヴィッド・テリー楽団。パラダイス／ザッツ・ラヴ／これが恋かしら／ハッピネス）
- Japan's Teen Queen（1957年。RCA Victor EPA-4095。Banana Boat Song～Calypso Joe～Dark Moon～Venezuela）
- Japan's Teen Queen with a Beat（1958年。RCA Victor EPA-4190。アメリカ録音。Paradise～That's Love～What is This Thing Called Love～Happiness）

#### アルバム
- Waray Waray（1958年?。香港Diamond LPS-1002）
- 夜のラテン（1961年1月。日本ビクター LV-169）
- バナナボート（1973年6月。日本ビクター SJX-128）
- 帰って来た想い出／バナナボート（1974年7月。日本ビクター SJX-177）

### オムニバス

#### アルバム
- V.A. / 宮城秀雄作品集（1960年5月。日本ビクター LV-127）*「真っ赤な花」
- V.A. / 花のステージ第6集（1960年7月。日本ビクター LV-141）*「東京タウン」
- V.A. / 花のステージ第9集（1961年5月。日本ビクター LV-188）*「破れかぶれ」
- V.A. / 魅惑のオールスターズ第7集（1963年1月。日本ビクター LV-302）*「サヨナラの口笛」
- V.A. / 花のステージ第18集（1963年2月。日本ビクター LV-293）*「カーナバルの夜」
- V.A. / 花のステージ第23集（1963年12月。日本ビクター LV-360）*「東京夜曲」

## NHK紅白歌合戦出場歴
| 1957年（昭和32年）/第8回                                       | 監獄ロック | 小坂一也 |
| - ラジオ中継の音声と歌唱している様子を撮影した写真が現存する。 |            |          |

## 主な出演

### 映画
- ジャズ娘に栄光あれ（1958年1月29日、東宝）
- 大当り狸御殿（1958年2月26日、東宝） - ※DVD発売
- 明日は明日の風が吹く（1958年4月29日、日活） - 石原裕次郎共演、※DVD発売
- 七人若衆大いに売り出す（1958年12月21日、松竹）
- 嵐を呼ぶ友情（1959年1月3日、日活） - 葵エミ子 役
- 太陽を抱け（1960年6月15日、東宝）

### テレビ

#### 歌番組
- ミナロン・ドリームサロン（大阪テレビ放送（現・朝日放送テレビ）、1957年）
- 思い出のメロディー（NHK総合）
- NHK歌謡コンサート（NHK総合）
- 夏祭りにっぽんの歌（テレビ東京）
- 歌の楽園（テレビ東京、2010年10月31日）
- 木曜8時のコンサート〜名曲!にっぽんの歌〜（テレビ東京、2012年4月19日）
- 名曲ベストヒット歌謡（テレビ東京、2013年3月28日）
- 第46回年忘れにっぽんの歌（テレビ東京、2013年12月31日）
- 歌え!昭和のベストテン（BS日テレ、2017年3月11日）

#### ドラマ
- 忍者部隊月光 第56 - 104話（1965年、フジテレビ） - マキューラ幹部・M三号
- 荒野の用心棒 第35話「赤い殺意は死の谷に燃えて…」（1973年、NET（現・テレビ朝日））

#### バラエティー
- スター千一夜（フジテレビ）
- 徹子の部屋（テレビ朝日、2016年10月26日）

### その他
- 秋の歌謡フェスティバル（ゆうぽうと、2012年10月10日）